# Philosophes de l'islam
Les textes fondateurs de l'islam sont le Coran, puis les hadiths, recueils des faits et dires du prophète de l'islam Mohamed, qui constituent la sunna. À ces deux corpus de textes, s'ajoutent les travaux des exégètes musulmans, des philosophes (voir philosophie islamique) ainsi que les travaux des juristes (Voir droit musulman), qui sont des commentaires, réflexions, mises en pratique, etc. Ce sont des sources dite secondaires.
L'influence des commentaires a eu une importance considérable dans l'élaboration des divers courants de l'islam. Cet article se propose de rapporter et de commenter les prises de positions philosophiques de penseurs musulmans qui prirent une importance dans l'élaboration de l'islam, et plus particulièrement des courants de l'islam.

## Influences d'intellectuels médiévaux

### Abu Yusuf Yaqub ibn Ishaq al-Sabah Al-Kindi ditAl-Kindi
Al-Kindi (801-873) est le premier véritable faylasuf (philosophe) musulman.

### Muhammad ibn Muhammad ibn Tarkhan ibn Uzalagh al-Farabi ditAl-Farabi
Al-Farabi (872-950), appelé le "Second Maître" par Averroès et Maïmonide, commente La République de Platon, et écrit un Sommaire des Lois de Platon.

### Abu Ali al Hosein Ibn Abdallah Ibn Sina ditAvicenne
Avicenne (980-1037) n'a pas seulement modifié en profondeur l'approche de la médecine, il a aussi écrit plusieurs ouvrages de philosophie et de psychologie. C'est par la traduction de ses livres que l'occident découvre Aristote à travers ses commentaires. Sa philosophie est essentiellement péripatétique, bien qu'il se soit efforcé de la concilier avec les principes musulmans. À cette époque, les savoirs n'étaient pas classifiés comme ils le sont aujourd'hui. Déjà dans le Canon de la médecine, sont utilisés les techniques de réflexions rationnelles provenant directement de l'analyse philosophique, en particulier la logique. Le Canon traduit est diffusé par Albert le Grand et Roger Bacon, diffusant les idées d'Avicenne chez les théologues chrétiens, qui modifieront à ce contact le concept de la représentation de l'âme. Dans son livre Kitâb al-Shifâ’ (Livre de la Guérison de l'âme), rapidement traduit et diffusé, il développe certains aspects de la logique, de la philosophie, des mathématiques et de la métaphysique. Il affirme que tous ces éléments sont indispensables au médecin pour assurer la guérison du patient, une idée révolutionnaire.
Avicenne écrit « l’intellect humain n’a ni le rôle ni le pouvoir d’abstraire l’intelligible du sensible. Toute connaissance et toute réminiscence sont une émanation et une illumination provenant de l’Ange. ». Autrement dit, selon Avicenne, l'âme humaine ne peut connaître par elle-même sans l’Ange de la Connaissance, à savoir, l’intelligence active. Cet angéologie de la connaissance, et partant la cosmologie d'Avicenne, sera fortement critiqué par Averroès et Al-Ghazali. 
Avicenne nie l'immortalité de l'âme individuelle, l'intérêt de Dieu pour les détails, et la création du monde dans le temps, trois points cruciaux de la pensée dominante musulmane. Le théologien al-Ghazali attaquera fortement cette conception d'Avicenne.

### Abū ḥāmid al-ġazālīy ditAl-Ghazali
Grand théologien de l'islam, Al-Ghazali (1058-1111) est le défenseur d'une doctrine mystique : le chemin de la certitude. Il puise dans les penseurs grecs et chrétiens, on lui a trouvés des similitudes avec Blaise Pascal (1623-1662) et on retrouve des éléments de sa pensée chez Thomas d'Aquin (1225-1274), des éléments qu'il intègre dans sa philosophie profondément musulmane. Étienne Gilson analyse l'influence de ses travaux et montre comment ils se retrouvent chez plusieurs penseurs du Moyen Âge chrétien. 
Al-Ghazali critique fortement les travaux des philosophes, dont Avicenne, dans ses livres Tuhafut al-Falasifa (L'incohérence des philosophes) et Al Ihya - 'Ulum al-Islamia (Le rivival des sciences musulmanes).
Dans Al-munqidh min al-dalal (Erreur et délivrance), il explique sa démarche, qui consiste à remettre tout en question : critique des coutumes héritées, critique des sens et de l'imagination par la raison. Il abandonne tout et deviendra ermite vers la fin de sa vie, allant au bout de ses idées. Il considère alors que la faculté de "goût" (dhawq) est supérieure à la raison ('aql). Il dénonce avec vigueur le taqlid, principe de droit musulman consistant en une imitation, qu'il qualifie d'aveugle, des maîtres passés. Il considère que la raison seule ne mène pas nécessairement les hommes vers la vérité, mais qu'elle peut engendrer autant de divergences que les passions (un thème similaire est retrouvé chez Pascal). La raison est pour lui un instrument, un étalon qui permet de jauger les opérations de la connaissance humaine. Il critique par conséquent les philosophes (falasifa) et les théologiens spéculatifs (mutakallimun), qui ne s'appuient que sur cette seule raison. Il critique aussi la mouvance chiite batiniyya qui attend un imam désigné par Dieu pour interpréter le sens caché (Batin) du Coran. En clair, il fonde l'espoir de salut dans l'expérience intuitive et à la connaissance mystique.

### Abu'l Walid Muhammad ibn Rushd ditAverroès
Averroès (1126-1198) est reconnu comme le plus grand commentateur d'Aristote. Les commentaires d'Aristote par Averroès, en particulier dans son traité de l'âme, vont bouleverser la philosophie et la psychologie chrétienne à travers l’averroïsme qui se répand en Occident, mais pas la musulmane, pour des raisons que nous évoquerons plus bas. 
Il a « purifié l’aristotélisme de tous les éléments platoniciens qui s’étaient greffés sur lui ». Les travaux d'Averroès cherchent à libérer la pensée musulmane de l'emprise d'un juridisme étroit et d'une théologie faussement spéculative. 
La philosophie d'Averroès n'aura, dans le monde musulman, qu'une influence marginale, ne dépassant pas les portes de l'Espagne, alors qu'elle est accueillie avec enthousiasme par le monde chrétien. Ernest Renan écrira que "la philosophie islamique s'était finalement perdue dans les sables après la mort d'Averroès". Il influencera l'historien et philosophe Ibn Khaldoun.